# REMEMBER ME? (アルバム)
『REMEMBER ME?』（リメンバー・ミー）は、木根尚登2枚目のフル・アルバム。1996年（平成8年）11月25日発売。発売元はエピックレコードジャパン。

## 概要
前作より約1年ぶりのアルバム。
シングル曲「REMEMbER ME?」含む10曲入り。
小室哲哉プロデュース。アレンジ作業は木根・山本英美主導で行われ、出来上がったテープを小室がチェックしていく工程を中心にしていたため「KINE NAOTO Supported by TETSUYA KOMURO」名義でのクレジット。

## 背景
1996年5月頃、木根が小室のスタジオに遊びに来た。その時小室は木根の近況を聞き、「何も考えていない」と言われた小室は「アンプラグド作品を出せばいいんじゃない?僕も手伝うから、遊びがてらやろうよ」と誘ったことから始まった。
アルバム制作に対して木根と小室の直接対面しての打合せは、トータルでも3時間しかしていない。

## 録音
それまで木根のソロは全て木根が作曲をしていたが、本作は小室提供曲が2曲収録。成り立ちは軽井沢から東京でレコーディング作業を続けていた木根が「もう少し曲数が欲しい。このままではミニ・アルバムに逆止まりだ」と思いながらも、何も作れなかった木根に対して小室が「ロサンゼルスにくれば、気分も変わるし曲も出来るよ」と誘われ、実際に当時の小室のロサンゼルスの家に行ったが全く出来なかった。スケジュールが残り少なくなった木根に対して小室が「僕が作る」とスタジオに入った後、20分で出来上がった。それに対し木根は「ウツならこんな感じで歌うかな」と宇都宮隆になり切るように歌った。
小室に連れられる形でコーラスで華原朋美が参加、旧知の久保こーじ、山本英美、阿部薫などが参加。

## 音楽性とテーマ
コンセプトは「全編アコースティックのアンプラグドなバンドサウンド」。当初は「全編1発録りのセルフカバーアルバム」という案もあり、TM NETWORK・他方面への提供曲等の自分で書いた楽曲を10曲程候補として1番だけ歌ったデモテープを小室に渡し、徐々に現在の形に決めていった。
「ミュージシャン達と一緒にスタジオに入り、往年のバンド形式で直接対面しながら演奏、それをそのまま録音する」という木根のコンセプトを自ら志願した木根すら「いつでも戻れるやり方。懐古になる」と恐れを抱いていたが、小室が「大丈夫」と背中を押した。
小室のコンセプトは「木根のデモテープの良さを、そのまま最後まで残す」ことであり、それを聞いた木根はいつもは出鱈目な英語を仮歌にしていたが、今作ではデモテープの段階で、できるかぎり忠実に日本語の歌詞を載せた。

## 評価
- 宇都宮隆は「木根の一番良い所が作家としても、歌にしても、自然に漂っているアルバムが完成したと思う」と語っている[5]。

## 収録曲
| #         | タイトル                            | 作詞         | 作曲      | 時間  |
| --------- | ----------------------------------- | ------------ | --------- | ----- |
| 1.        | 「REMEMBER ME? (original mix)」     | 木根尚登     | 木根尚登  | 3:57  |
| 2.        | 「Close to the night」              | 小室哲哉     | 木根尚登  | 4:46  |
| 3.        | 「Still feel loneliness」           | 前田たかひろ | 木根尚登  | 4:11  |
| 4.        | 「Wish on the hill」                | 木根尚登     | 小室哲哉  | 4:59  |
| 5.        | 「SATURDAY MORNING.6A.M.」          | 山本英美     | 小室哲哉  | 3:54  |
| 6.        | 「Bless this love (original mix)」  | 前田たかひろ | 木根尚登  | 4:49  |
| 7.        | 「Tenderness」                      | 山本英美     | 木根尚登  | 4:25  |
| 8.        | 「Sad Emotion」                     | 神沢礼江     | 木根尚登  | 3:32  |
| 9.        | 「Time Passed Me By」               | 小室みつ子   | 木根尚登  | 5:05  |
| 10.       | 「REMEMBER ME? (asian spices mix)」 | 木根尚登     | 木根尚登  | 8:11  |
| 合計時間: | 合計時間:                           | 合計時間:    | 合計時間: | 47:49 |

## 曲解説
1. REMEMBER ME? (original mix)
  - 解説はシングル「REMEMbER ME?」を参照。
2. Close to the night
大賀埜々に提供した1996年の楽曲をセルフカバー。
歌詞が一部異なる。軽井沢で録音された[6]。
デモテープの時点では「全く歌詞がない状態・バックトラック・ラララ～の仮歌」のみで構成されていた。それを聞いた小室がその場でサビの歌詞を書き、コーラスを入れた所から始まった[6]。
大賀のプロデュースにあたり、小室から楽曲制作を依頼された木根が書いていた数曲の曲のストックから小室が選んだ[8]。
歌詞はサビの部分は小室、その他の部分は木根が担当[8]。
それを再度小室がリライトした歌詞が大賀に提供[6]。
テーマは「全ての歴史は夜に作られる。企みも、愛も、夜から始まることが多い」[8]。
3. Still feel loneliness
東京で録音された[6]。
「古いフェンダー・テレキャスターを弾きながら、歌っている姿」をイメージしながら、ピアノで作った[6]。
イントロは山本が4つ程アイディアを出して、そこから決めた[9]。
木根は「ずっとバンドに向けた曲を作って、ソロ活動を始めて4年経って、やっと『曲を作る自分』と『歌う自分』が重なる手応えがあった」と振り返っている[6]。
4. Wish on the hill
まず小室のエレクトリックピアノを録って、それを聞いた後、ギターとパーカッションを録った。歌詞はバックトラックが完成してから制作[9]。木根が他人の曲に歌詞を付けるのはTMの「ANOTHER MEETING」以来2度目[6]。
5. SATURDAY MORNING.6A.M.
小室とラファエルが同時にレコーディング[9]。
木根が演奏に全く関わっていない曲を歌うのは本楽曲が初[6]。
6. Bless this love (original mix)
東京で録音された[6]。
制作に入る時、小室から「後で誰かが気軽にカバーできて、歌える曲にしてみたら」と言われ、それをヒントにした[6]。
アウトロのギターソロパートは岩井真一の即興演奏。
7. Tenderness
「REMEMbER ME?」「Close to the night」と共にレコーディング前にストックされていた楽曲[6]。
方向性はシェリル・クロウのグランジを目指して制作した[10]。
イントロからアウトロまでピアノで作った時のメロディを維持したまま、スムーズに制作できた。木根曰く「メロディを尊重したものになれた」と語っている[9]。
大賀のデビューシングルの候補として上がっていた。木根は「もし彼女がこの曲でデビューしていたら、『Close to the night』は生まれていなかった」と語っている[6]。
浅香唯の1997年の歌手活動復帰に際しての第1弾作品候補としても上がり、プロデュースまで依頼されていたが、没になった[10]。
8. Sad Emotion
TM NETWORKのセルフカバー。
軽井沢で録音された[6]。
小室の「TMの曲もやろうよ」というアイディアで制作された[9]。
原曲のウェットな感じから、ギターのストローク中心[9]・アップテンポ[10]にアレンジされた。
9. Time Passed Me By
TM NETWORKのセルフカバー。
「構成を下手にいじるよりはこのままの方が王道でいい」という方針で原曲を尊重したアレンジを施した[9]。
ライナーノーツ・雑誌の広告写真等で使われた木根・小室のツーショット写真は全て本楽曲の打合せの際に撮影[6]。
10. REMEMBER ME? (asian spices mix)
  - リミックス：John van nest

シングル「REMEMbER ME?」にも収録。

## クレジット

### レコーディング・メンバー
- 全曲 Vocal: 木根尚登

REMEMBER ME? (original mix)
- 小室哲哉: Keyboards(HAMMOND C-3), Chorus
- 華原朋美 : Chorus
- 山本英美 : Acoustic Guitars(Martin00-18), Chorus
- 松尾和博 - Guitars
- 宮下智 - Bass
- 近藤昭雄: Keyboards
- 中野周一: Drums
- 久保こーじ: Supported

Close to the night
- 小室哲哉: Chorus
- 華原朋美: Chorus
- 山本英美: Acoustic Guitars(Martin,D-41), Chorus
- 松尾和博: Guitars
- 宮下智: Bass
- 中野周一: Drums
- 落合徹也: Violin
- 久保こーじ: Supported

Still feel loneliness
- 山本英美: Acoustic Guitars(Gibson,J-50), Chorus
- 阿部薫: Drums
- 宮下智: Bass
- 小野かほり - Percussions
- 白須恒一 - Chorus

Wish on the hill
- 小室哲哉: Piano
- 山本英美: Acoustic Guitars(Taylor,612-C)
- 松尾和博: Guitars
- Rafael Padilla: Percussions

SATURDAY MORNING.6A.M.
- 小室哲哉: Keyboards
- 山本英美: Acoustic Guitars(Taylor,612-C), Chorus
- Rafael Padilla: Percussions

Bless this love (original mix)
- 山本英美: Acoustic Guitars(Gibson,J-50/Taylor,612-C/Gibson,DOVE), Chorus
- 阿部薫: Drums
- 宮下智: Bass
- 近藤昭雄: Keyboards
- 小野かほり: Percussions

Tenderness
- 山本英美: Acoustic Guitars(Martin,D-41), Chorus
- 松尾和博: Guitars
- 宮下智: Bass
- 近藤昭雄: Keyboards
- 中野周一: Drums
- 落合徹也: Violin
- Rafael Padilla: Percussions
- 久保こーじ: Supported

Sad Emotion
- 山本英美: Acoustic Guitars(Gibson,Dove), Chorus
- Rafael Padilla: Percussions

Time Passed Me By
- 山本英美: Acoustic Guitars(Martin00-18), Chorus
- 松尾和博: Guitars
- 宮下智: Bass
- 近藤昭雄: Keyboards
- 中野周一: Drums
- 落合徹也: Violin

### スタッフ
- Produced: 小室哲哉
- Mixed: JOHN VAN NEST
- Mastered: CHRIS BELLMAN
- Chorus Arrangement: 木根尚登
- Vocal Direction: 山本英美
- Recorded: 若公俊広, 川部修久, JOHN VAN NEST
- A&R: 井上哲生
- Art Direction & Design: Diamond Heads
- Supervisors: 足立達夫, 小谷和巳, 斎藤和久, 遠藤正則, 道免友彦, なかむらてるじ
- Executive Produceｒ: 小坂洋二

## リリース履歴
| No. | 日付           | レーベル             | 規格         | 規格品番   | 最高順位 | 備考           |
| --- | -------------- | -------------------- | ------------ | ---------- | -------- | -------------- |
| 1   | 1996年11月25日 | EPIC・ソニーレコード | CD           | ESCB-1800  | 14位     |                |
| 2   | 2013年9月11日  | Sony Music Direct    | Blu-spec CD2 | MHCL-30163 |          | リマスター仕様 |